# Jerzy Gabryś
Jerzy Gabryś (ur. 7 sierpnia 1981 w Oświęcimiu) – polski hokeista, reprezentant Polski.

## Kariera
- SMS II Sosnowiec (1998-1999)
- Stoczniowiec Gdańsk (2000-2002)
- Unia Oświęcim (2002-2007)
- Zagłębie Sosnowiec (2007-2008)
- Naprzód Janów (2008-2009)
- Zagłębie Sosnowiec (2009-2010)
- Unia Oświęcim (2010-2016, 2016-2019)

Absolwent NLO SMS PZHL Sosnowiec z 2000. Od 2010 zawodnik Unii Oświęcim. Kapitan zespołu. W marcu 2013 roku przedłużył kontrakt z klubem o rok. Po sezonie 2015/2016 ogłosił zakończenie kariery zawodniczej. Po wznowieniu kariery, w grudniu 2016 powrócił do składu Unii.
W barwach reprezentacji Polski do lat 20 wystąpił na turniejach mistrzostw świata juniorów do lat 20 w 2000, 2001, 2006 (Dywizja II), 2012. W barwach seniorskiej reprezentacji Polski uczestniczył w turniejach mistrzostw świata w 2005, 2012, 2013.
W trakcie kariery określany pseudonimami Gustlik, Gaber.